# Свигер X фон Гунделфинген
Свигер X фон Гунделфинген (на немски: Swigger zu Gundelfingen; † ок. 6 март 1384) е рицар от швабската фамилия Гунделфинген на Дунав, господар на Нидергунделфинген, днес част от Мюнсинген във Вюртемберг.

## Произход
Той е син на Конрад фон Гунделфинген († 1348/1350) и Хедвиг фон Нойфен († 1342), дъщеря на граф Албрехт III фон Нойфен-Марщетен-Грайзбах († 1306) и Елизабет фон Грайзбах († сл. 1316). Внук е на Конрад фон Гунделфинген „Млади“ († сл. 1324) и фон Гунделфинген, дъщеря на Дегенхард фон Гунделфинген-Хеленщайн († сл. 1293) и Агнес фон Дилинген († сл. 1258). Правнук е на Свигер фон Гунделфинген „Дългия“ († сл. 1307) и Мехтилд фон Лупфен († 5 януари). Роднина е на Хартман фон Дилинген († 1286), епископ на Аугсбург (1248 – 1286), на Дегенхард фон Гунделфинген-Хеленщайн († 1307), епископ на Аугсбург (1303 – 1307), и Андреас фон Гунделфинген († 1313), епископ на Вюрцбург (1303 – 1313).

## Фамилия
Първи брак: със Салмей († между 2 ноември 1346 и 26 август 1356). Те имат две деца:
- Елизабет фон Гунделфинген († сл. 25 февруари 1342/1354), омъжена ок. 20 юни 1327 г. за Улрих III фон Абенсберг, фогт фон Рор († 1367)
- Свигер фон Гунделфинген-Еренфелс († 14 февруари 1421), рицар, женен I. пр. 17 март 1392 г. за Елизабет фон Хоенфелс († сл. 1394); II. за Елизабет фон Щайн-Хилполтщайн († 8 януари 1398)

Втори брак: пр. 1356 г. с Агнес фон Цолерн-Шалксбург († 26 януари 1398), дъщеря на граф Фридрих III фон Цолерн-Шалксбург († 1378) и София фон Шлюселберг († 1361). Те имат седем деца:
- Фридрих фон Нидергунделфинген († между 9 ноември 1411/2 ноември 1412), рицар, женен пр. 11 януари 1403 г. за Агнес фон Еберщайн († 2 ноември 1412), дъщеря на граф Вилхелм II фон Еберщайн († 1385) и Маргарета фон Ербах-Ербах († 1395)
- Еуфемия (Офемия) фон Гунделфинген († 13 януари/6 август 1406), омъжена пр. 1382 г. за Ханс фон Клингенберг, фогт фон Радолфцел († 9 април 1388)
- дъщери
- дъщеря, омъжена за Конрад фон Елербах († сл. 1348)
- ? Анна († сл. 1408)
- ? Неза († сл. 1420), омъжена за Георг фон Воелварт († 1434)
- ? Елизабет, омъжена за Еберхард дер Ройс